# سجن أزكابان
حصن أزكابان هو سجن سحري خيالي في سلسلة كتب هاري بوتر للمؤلفة البريطانية ج. ك. رولنغ حيث يسجن السحرة الذين ينتهكون قوانين المجتمع السحري البريطاني – ليس معروفاً ما إذا كان السجناء من دول أخرى يُرسلون إلى أزكابان، لكن هذا محتمل.-

منذ بداية السلسلة وسجن أزكابان محروس بواسطة الديمنتورات العاملة تحت إشراف وزارة السحر، وبشكل عام فإن المجرمين الأشد قسوة هم الذين يعاقبون بالسجن في أزكابان، وكثير من السجناء كانوا من أنصار لورد فولدمورت.

و طبقاً لما جاء في هاري بوتر والأمير ذو الدم الخليط فإن أزكابان موجود في مكان ما شمال بحر الشمال في مكان ما حول جزر شيتلاند.

لا يوجد أزكابان في خرائط العامة كغالبية الأراضي السحرية المخفية أو غير المنشورة، وكسجن للسحرة فإن أزكابان سيكون سرياً بشكل خاص.

يتمتع سجن أزكابان بسمعة مريعة، مبررة بشكل تام، ففي هذا السجن البعيد جداً، والذي لا يمكن الوصول إليه، لا تشكل العُزلة مقياس الأمان الوحيد فيه، بل إن الديمنتورات التي تحرسه هي سر رهبة هذا السجن، فهذه المخلوقات تسلب السجناء كل شعور بالسعادة، وتعيد إليهم أسوأ الذكريات التي عاشوها في حياتهم، الأمر الذي ينتهي بهم إلى الوهن التام، وأحياناً الجنون.

و نتيجة لهذا الأمر فإن عدداً من السجناء يموتون بعد أن يفقدوا عقولهم تماماً، فيما يعيش الآخرون حالة من التعاسة التامة التي تقود إلى الجنون.

و لأن سحرة الوزارة يقومون بكسر عصا الساحر قبل سجنه في أزكابان فإن السجناء يصبحون مجردين من كل حول أو قوة أمام الديمنتورات التي تواصل امتصاص ذكرياتهم السعيدة لتتغذى عليها، وتُعيد إليهم ذكرياتهم التعيسة.

مع ذلك فإن هناك من قاوم السجن مثل سيريوس بلاك الذي نجح في الفرار منه، وهو أول فار معروف في الرواية، وكذلك أكلة الموت السجناء، والذين بدوا بخير عند خروجهم، ولم يصب أي منهم بالجنون.

## السجناء المعروفون في السلسلة
| السجين             | حالته حالياً                                                                    | الجريمة                                                                |
| ------------------ | ------------------------------------------------------------------------------ | ---------------------------------------------------------------------- |
| أفري               | سجين                                                                           | مهاجمة الوزارة                                                         |
| سيريوس بلاك        | هارب، الهارب الوحيد المعروف من سجن أزكابان، متوف حالياً                         | قتل بيتر بيتيغرو واثني عشر من العامة (تهمة خاطئة)                      |
| كراب               | سجين                                                                           | مهاجمة الوزارة                                                         |
| بارتي كروتش الابن  | هُرب بواسطة والديه، وأصبح بلا روح من عام 1995                                   | عذب السيد والسيدة لونجبوتم                                             |
| أنتونين دولوهوف    | أعيد سجنه بعد الهروب الكبير في 1996و هرب ثانية في1998و قتل على يد فيلوس فلتويك | قتل جيدوين وفابيان بريويت، وأعيد سجنه لمهجامة الوزارة                  |
| مندونغوس فليتشر    | سجين                                                                           | التنكر بشكل جثة أثناء حادثة سرقة                                       |
| روبياس هاجريد      | مُطلق السراح                                                                    | الاعتقاد بأنه أعاد فتح حجرة الأسرار                                    |
| جوغسون             | سجين                                                                           | مهاجمة الوزارة                                                         |
| بيلاتريكس ليسترانج | هربت في الهروب الكبير في 1996و قتلت في 1998على يد مولي ويزلي                   | تعذيب فرانك وأليس لونغبوتوم                                            |
| إيغور كاكاروف      | مطلق السراح، متوف حالياً                                                        | الانتماء إلى أكلة الموت، وأطلق سراحه لوشايته ببعض زملائه               |
| رابستان ليسترانج   | أعيد سجنه بعد الهروب الكبير في 1996                                            | تعذيب فرانك وأليس لونغبوتوم، وأعيد سجنه لمهاجمته الوزارة               |
| رودلفوس ليسترانج   | أعيد سجنه بعد الهروب الكبير في 1996                                            | تعذيب فرانك وأليس لونغبوتوم                                            |
| لوشيوس مالفوي      | سجن في1996و هرب في 1998                                                        | مهاجمة الوزارة                                                         |
| ودين ماكنير        | سجين                                                                           | مهاجمة الوزارة                                                         |
| ترافيرس مولسبيير   | أعيد سجنه بعد الهروب الكبير في 1996                                            | سجن بداية في الحرب الأولى، ثم أعيد سجنه لمهاجمته الوزارة               |
| نوت                | سجين                                                                           | مهاجمة الوزارة                                                         |
| ستان شونبيك        | سجين                                                                           | اعتقل بسبب نشاطات مشتبه في علاقتها بـ أكلة الموت                       |
| أغسطس روكوود       | أعيد سجنه بعد الهروب الكبير في 1996                                            | سجن في البداية لقيامه بالتجسس على الوزارة، ثم أعيد سجنه لمهاجمته إياها |
| مارفولو غاونت      | متوفى                                                                          | إعاقة عمل العدالة ومنع سحرة الوزارة من اعتقال ابنه                     |
| مارفين غاونت       | متوفى                                                                          | ممارسة السحر على العامة                                                |
| دولوريس أمبريدج    | تم سجنها في عام 1998                                                           | بتهمة ارتكاب جرائم ضد مواليد العامة                                    |